# Ernst Heinrich Seyffardt

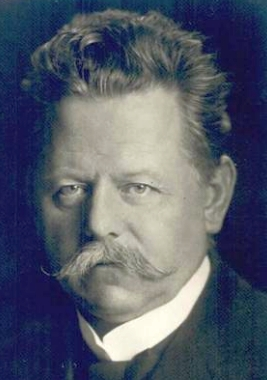
Ernst Seyffardt

Ernst Heinrich Seyffardt (* 6. Mai 1859 in Krefeld; † 30. November 1942 in Garmisch-Partenkirchen) war ein deutscher Komponist.

## Leben
Seyffardt studierte bei Alexander Dorn (1833–1901), August Grüters (1841–1911) und am Kölner Konservatorium bei Ferdinand Hiller (1811–1885), Kontrapunkt bei Gustav Jensen (1843–1895), James Kwast (1852–1927), dann an der Berliner Königlich Akademischen Hochschule für ausübende Tonkunst bei Friedrich Kiel (1821–1885), bei dem ebenfalls der polnische Komponist Ignacy Jan Paderewski (1860–1941) studierte, und bei Heinrich Barth (1847–1922).
1879 erhielt er als einer der Ersten den begehrten Mendelssohn-Preis, zusammen mit dem Komponisten Engelbert Humperdinck.
Ab 1887 wirkte er als Dirigent des Damenchors und der Liedertafel in Freiburg im Breisgau. 1892 wechselte er nach Stuttgart, wo er als Dirigent des Neuen Singvereins und Lehrer am Konservatorium, seit 1897 als Professor, tätig war. 1929 trat er in den Ruhestand. Zum 1. Dezember 1933 trat er der NSDAP bei, schied aber 1934 wieder aus.

## Werke
- op. 5 Nr. 2: Das gelbe Laub erzittert nach Texten von Heinrich Heine
- op. 10: Klavierquartett in c-Moll, Widmung: Herrn Königl. Musikdirektor August Grüters in Crefeld zugeeignet. Erschienen bei August Cranz, Hamburg.
- op. 12: Streichquartett in Es-Dur. Widmung: Seinem verehrten Lehrer Herrn Professor Friedrich Kiel zugeeignet. Erschienen bei August Cranz, Hamburg, 1885.
- op. 13: Schicksalsgesang für Altsolo, Chor und Orchester nach einem Gedicht von Emanuel Geibel; 1884 bei Cranz in Hamburg erschienen und „Herrn Dr. Johannes Brahms in Verehrung zugeeignet“; Uraufführung am 17. April 1885 in Berlin unter der Leitung von Joseph Joachim
- op. 29: Ballade
- Chorwerk Aus Deutschlands großer Zeit mit Texten von Adolf Kiepert
- op. 32: Konzertszene Friede für Bariton oder Mezzosopran und großes Orchester, nach Texten von Heinrich Heine
- Oper Die Glocken von Plurs (1912)
- Weitere Chorwerke, Orchestergesänge, eine Symphonie, Kammermusik